# Phenacoccus montanus
Phenacoccus montanus är en insektsart som först beskrevs av Hadzibejli 1959.  Phenacoccus montanus ingår i släktet Phenacoccus och familjen ullsköldlöss. Inga underarter finns listade i Catalogue of Life.